# باولا زان
باولا زان (بالإنجليزية: Paula Zahn)‏ هي عازفة تشيلو وصحفية أمريكية، ولدت في 24 فبراير 1956 في أوماها في الولايات المتحدة.

## وصلات خارجية
- باولا زان على موقع IMDb (الإنجليزية)
- باولا زان على موقع إن إن دي بي (الإنجليزية)
- باولا زان على موقع قاعدة بيانات الفيلم (الإنجليزية)
- باولا زان على موقع كينوبويسك (الروسية)